# Slipstenstjärnen, Lappland
Slipstenstjärnen är en sjö i Sorsele kommun i Lappland och ingår i Umeälvens huvudavrinningsområde. Sjön har en area på 0,0782 kvadratkilometer och ligger 332,1 meter över havet. Slipstenstjärnen ligger i Vindelälven Natura 2000-område. Sjön avvattnas av vattendraget Kvarnbäcken.

## Delavrinningsområde
Slipstenstjärnen ingår i det delavrinningsområde (724683-159214) som SMHI kallar för Inloppet i Östra Skoträsket. Medelhöjden är 342 meter över havet och ytan är 13,63 kvadratkilometer. Det finns inga avrinningsområden uppströms utan avrinningsområdet är högsta punkten. Kvarnbäcken som avvattnar avrinningsområdet har biflödesordning 3, vilket innebär att vattnet flödar genom totalt 3 vattendrag innan det når havet efter 267 kilometer. Avrinningsområdet består mestadels av skog (54 procent) och sankmarker (36 procent). Avrinningsområdet har 0,54 kvadratkilometer vattenytor vilket ger det en sjöprocent på 3,9 procent.